# Rudo Polje (gmina Teslić)
Rudo Polje (cyr. Рудо Поље) – wieś w Bośni i Hercegowinie, w Republice Serbskiej, w gminie Teslić. W 2013 roku liczyła 740 mieszkańców.